# 5676 Voltaire
5676 Voltaire là một tiểu hành tinh vành đai chính với chu kỳ quỹ đạo là 1430.7047683 ngày (3.92 năm).
Nó được nhà thiên văn học Liên Xô là Lyudmila Karachkina phát hiện ngày 9 tháng 9 năm 1986. Tiểu hành tin này được đặt tên theo họ của triết gia người Pháp là Voltaire.